# Cuvok
Le cuvok (ou tchouvok) est une langue tchadique de l'Extrême-Nord du Cameroun, parlée dans le département du Mayo-Tsanaga, particulièrement dans l'arrondissement de Mokolo, autour de Tchouvouk et de Zamai, par environ 5 000 personnes (1983).